# 376-я пехотная дивизия (вермахт)
376-я пехотная дивизия (нем. 376. Infanterie-Division) — тактическое соединение сухопутных войск вооружённых сил нацистской Германии периода Второй мировой войны. Участвовавшее во Второй мировой войне.

## История
Дивизия образована 21 марта 1942 в Ангулеме (Франция). В июне 1942 года отправлена на Восточный фронт в составе группы армий «Юг», участвовала во второй битве за Харьков. В рамках операции «Блау» с августа 1942 года сражалась под Сталинградом в составе 6-й армии и 11-го армейского корпуса. По состоянию на 14 сентября 1942 насчитывала семь пехотных батальонов (из них только 6 в должной боевой готовности) и средне подготовленный сапёрный батальон.
В октябре 1942 года дивизия недосчиталась 158 человек.
К 1 ноября 1942 года в дивизии было 158 офицеров, 1125 унтер-офицеров и 5007 солдат (итого 6206 человек).
23 ноября 1942 года дивизия вместе с 6-й армией была окружена под Сталинградом.
По советским разведывательными данным в окружённую группировку противника входил 11-й армейский корпус состоявший из 376-й, 44-й, 384-й пехотных дивизий.
Окружённая под Сталинградом 6-я немецкая армия и оперативно подчинённые ей соединения и части обороняли район протяжённостью почти 60 км с востока на запад и 30-35 км с севера на юг общей площадью около 1400 кв. км. Район был разделён на пять оборонительных секторов. За западный сектор обороны нёс ответственность 11-й армейский корпус.
Не лучше дело обстояло и с боеприпасами. Например, по утверждениям немецких военнопленных, в конце декабря 1942 года 376 пд располагала 15 снарядами на каждое 105-мм орудие, 600 патронами на пулемёт, 100—120 патронами на солдата.
По 376-й пехотной дивизии издан приказ о строжайшей экономии всех боеприпасов. Военнопленный Гельмут Людвиг из 376 пд вермахта сообщил: «Один артиллерист из нашего артполка рассказывал, что у них был составлен акт по поводу произведённого выстрела из орудия без приказа, и на командира батареи было наложено взыскание».
31 января 1943 дивизия сдалась советским войскам в плен (капитулировал и её командир Александр фон Даниэльс), выжившие солдаты вернулись на родину. В апреле 1943 года в Нидерландах дивизия была восстановлена на основе выживших опытных бойцов, в ноябре 1943 года направлена в 8-ю армию на Украину, а в феврале 1944 года вошла в 167-ю группу.
Летом 1944 года после массивного наступления советских войск дивизия отступила в Румынию, но в августе во время Яссо-Кишинёвской операции была полностью уничтожена и разгромлена. Немногие выжившие ушли потом служить в 15-ю и 76-ю пехотные дивизии.

## Личный состав
| Время                         | Звание            | Имя                          |
| ----------------------------- | ----------------- | ---------------------------- |
| 1 апреля 1942 — 1 апреля 1943 | Генерал-лейтенант | Александр Эдлер фон Даниэльс |
| 1 апреля — 11 декабря 1943    | Генерал-лейтенант | Арнольд Шелински             |
| 11 декабря 1943 — август 1944 | Генерал-лейтенант | Отто Шварц                   |

| Время                                      | Звание       | Имя              |
| ------------------------------------------ | ------------ | ---------------- |
| 1 апреля — 21 августа 1942                 | Майор        | Хайнрих Буссманн |
| 21 августа 1942 — 5 марта 1944             | Подполковник | Хорст Вилуцки    |
| 5 марта — 15 августа 1944                  | Майор        | Филипп Хайнц     |
| 15 августа 1944 — день уничтожения дивизии | Майор        | Ральф Бюхер      |

## Структура
| 1942                                          | Январь — июль 1944        | Август 1944               |
| --------------------------------------------- | ------------------------- | ------------------------- |
| 672-й пехотный полк                           |                           |                           |
| 673-й пехотный полк                           |                           |                           |
| 767-й пехотный полк                           | 767-й пехотный полк       | --                        |
| -                                             | 167-я дивизионная группа  | 315-й пехотный полк       |
| -                                             | 376-й стрелковый батальон | 376-й стрелковый батальон |
| -                                             | 376-й батальон резерва    | 376-й батальон резерва    |
| 376-й артиллерийский полк                     |                           |                           |
| 376-й противотанковый артиллерийский дивизион |                           |                           |
| 376-й сапёрный батальон                       |                           |                           |
| 376-й разведывательный батальон               |                           |                           |
| 376-й батальон снабжения                      |                           |                           |